# Jane Salumäe
Jane Salumäe (ur. 17 stycznia 1968 w Tallinnie) – estońska lekkoatletka.

## Lata młodości
Sport zaczęła trenować w wieku 8 lat, początkowo było to pływanie. W 1991 roku zmieniła dyscyplinę na lekkoatletykę.

## Kariera
Dwukrotnie startowała na igrzyskach olimpijskich w maratonie: w 1996 nie ukończyła biegu, a w 2004 zajęła 44. miejsce z czasem 2:48:27.
W 1992 wygrała maraton w Vantaa z czasem 2:54:18. W 1993 została srebrną medalistką igrzysk bałtyckich w biegu na 1500 m z czasem 4:28,78 s i brązową w biegu na 3000 m z czasem 9:36,79 s. W 1995 zwyciężyła memoriał Enzo Ferrari z czasem 2:32:22, a także zajęła czwarte miejsce w głosowaniu na sportsmenkę roku. W 1997 wygrała maraton w Turynie z czasem 2:27:04. W 1998 zwyciężyła maraton w Gold Coast z czasem 2:33:43 oraz została sportsmenką roku w Estonii. W 2000 wygrała maraton w Los Angeles z czasem 2:33:33. W 2001 zwyciężyła wiosenny maraton w Wiedniu.
Dwukrotna mistrzyni kraju w biegach przełajowych na krótkim dystansie z 1993 i 1994 roku oraz czterokrotna halowa w biegu na 3000 m (1994, 1996, 1997, 1999). W 1994 została również halową mistrzynią Estonii na 1500 m.

## Rekordy życiowe
- półmaraton – 1:10:10 ( Haga, 27 marca 1994) – rekord Estonii[20][21]
- maraton – 2:27:04 ( Turyn, 11 maja 1997) – rekord Estonii[20][22]

## Życie pozasportowe
W styczniu 2012 rozwiodła się ze swoim długoletnim partnerem, fizjoterapeutą Raulem Martinezem Rodriguezem, którego poznała w 1999 i zaczęła spotykać się z dyrektorem banku Davidem. Oprócz ojczystego języka estońskiego zna angielski, hiszpański, rosyjski i fiński. Od grudnia 2000 mieszka w Madrycie, gdzie przez co najmniej kilka lat pracowała w klinice fizjoterapeutycznej byłego męża.